# Kurt Geiger (General)
Kurt Geiger (* 7. Dezember 1920 in Brünn, Tschechoslowakei; † 21. August 1993) war ein deutscher Militärmediziner und Generalmajor der Nationalen Volksarmee (NVA) der Deutschen Demokratischen Republik (DDR). 

## Leben
Der Sohn eines Postangestellten studierte in Prag und Leipzig Medizin. Während des Zweiten Weltkrieges wurde er zur Wehrmacht eingezogen und diente bis 1945 als Unterarzt.
Nach Kriegsende 1945 trat er in die Liberal-Demokratische Partei Deutschlands (LDP) ein und arbeitete im Gesundheitswesen der Stadt Merseburg. Er wurde 1947 zum Dr. med. promoviert und wechselte im selben Jahr zur Sozialistischen Einheitspartei Deutschlands (SED). Am 1. November 1948 trat er in die Deutsche Volkspolizei ein. Er war zunächst bis 1949 Leiter der Abteilung Gesundheitswesen der Grenzbrigade Halle. Von 1949 bis 1952 war er Leiter des VP-Krankenhauses Leipzig. 1952 ging er als leitender Arzt der KVP-Territorialverwaltung Nord nach Pasewalk. Von 1954 bis 1956 war er Leiter der Feldscherschule der KVP in Leipzig.  
Bei Gründung der NVA 1956 wurde er Leiter des Zentralen Lazaretts der NVA in Bad Saarow. Von 1957 bis 1958 studierte er an einer Militärakademie in der Sowjetunion. Anschließend war er von 1958 bis 1966 Chef der Medizinischen Verwaltung bzw. des Medizinischen Dienstes im Ministerium für Nationale Verteidigung der DDR. Am 1. Oktober 1959 wurde er zum Generalmajor ernannt und am 31. März 1966 aus dem Militärdienst entlassen.
Er arbeitete dann am Institut für Biologie und Medizin der Deutschen Akademie der Wissenschaften zu Berlin und anschließend als Stadtrat und Leiter der Abteilung Gesundheits- und Sozialwesen in Halle (Saale). Von August 1971 bis September 1978 wirkte er als Bezirksarzt und Mitglied des Rates des Bezirkes Halle. Gleichzeitig war er  von 1971 bis 1981 Abgeordneter des Bezirkstages Halle. Im Februar 1979 wurde er zum Leiter der neugegründeten Abteilung Militärmedizin an der Martin-Luther-Universität Halle-Wittenberg (MLU) berufen.

## Auszeichnungen
- 1952 Ehrentitel Verdienter Arzt des Volkes
- 1964 Vaterländischer Verdienstorden in Bronze und 1975 in Silber

## Schriften
- Grundlagen der Militärmedizin. Deutscher Militärverlag, Berlin 1964.